# طوفان ۱۳۹۸ تولون
طوفان ۱۳۹۸ تولون چهارشنبه ۱۸ اردیبهشت حوالی ساعت ۱۵:۱۰ بعد از ظهر ابر کومولونیمبوس سیاه همراه با رعدوبرق و تگرگ آسمان روستای تولون واقع در بخش مرکزی شهرستان گرمی را فراگرفت که بدنبال آن بر اثر تشکیل ابر قیفی شکل (Funel Cloud) ستون چرخنده ای از هوا به‌شکل گردباد و پیچند از محل جاده گردنه معروف آشومبره روبروی روستا به سرعت به سمت تولون به حرکت در آمد که پس از عبور از رودخانه تولون وارد روستا شد درحالیکه بردامنه و شدت فعالیت آن افزوده شده بود و در مسیر خود تمام خانه‌ها و ابنیه را تخریب نموده به هوا پراکند. در ایستگاه هواشناسی گرمی همزمان با رخداد این طوفان، گزارش وقوع رعدوبرق همراه با بارندگی به میزان ۵/۵ میلی‌متر ثبت شده‌است.اگرچه چند سال قبل نیز درهمین موقع دراین روستا طوفان رخداده است اما این طوفان با چنین شدت و حجم ویرانی‌ها تاکنون در تولون بی سابقه بوده‌است که منجر به زخمی شدن چند نفر و تخریب ۳۵ واحد مسکونی شده‌است و حدود ۵ میلیارد تومن خسارت به بار آورده‌است .
به گفته اهالی در خرداد ۱۳۵۰ نیز در روستای تولون طوفان رخ داده و در اثر برخورد رعد و برق با گله گاو و گوسفند در داشدالی تولون موجب تلفات چندین راس از احشام شده‌است.

## نگارخانه طوفان تولون

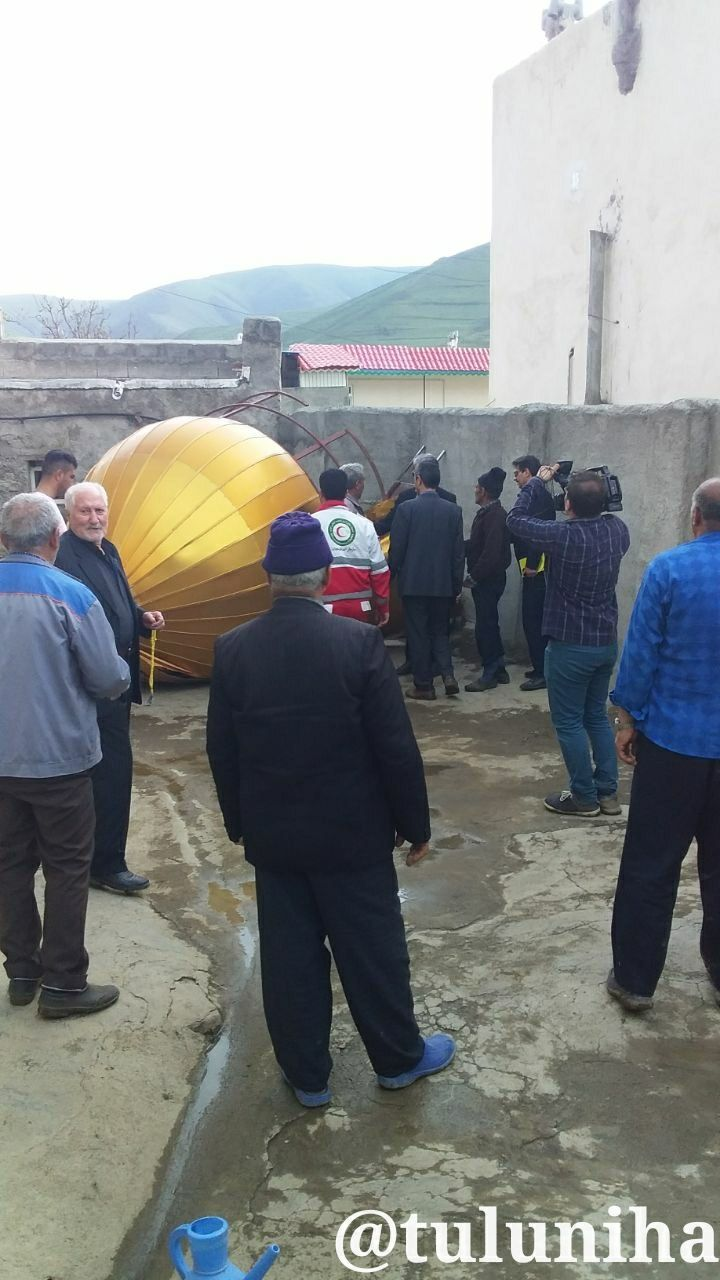
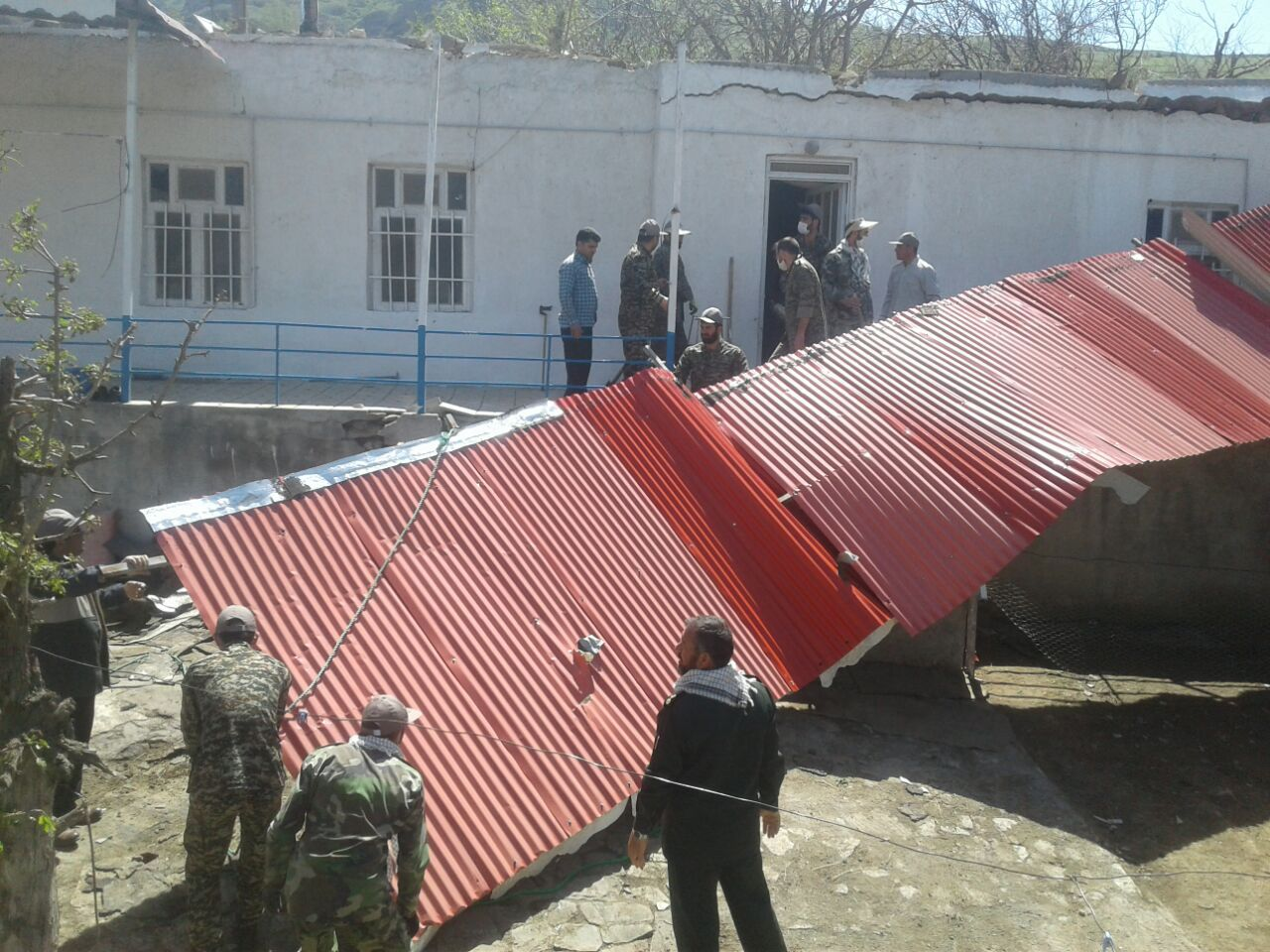
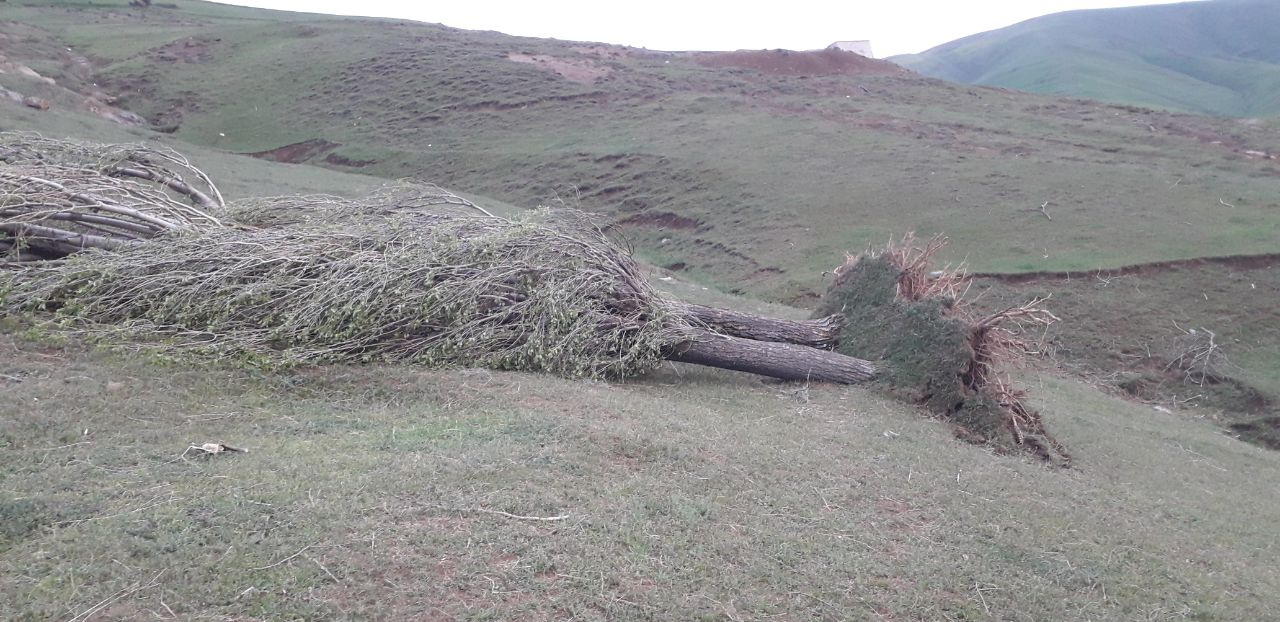
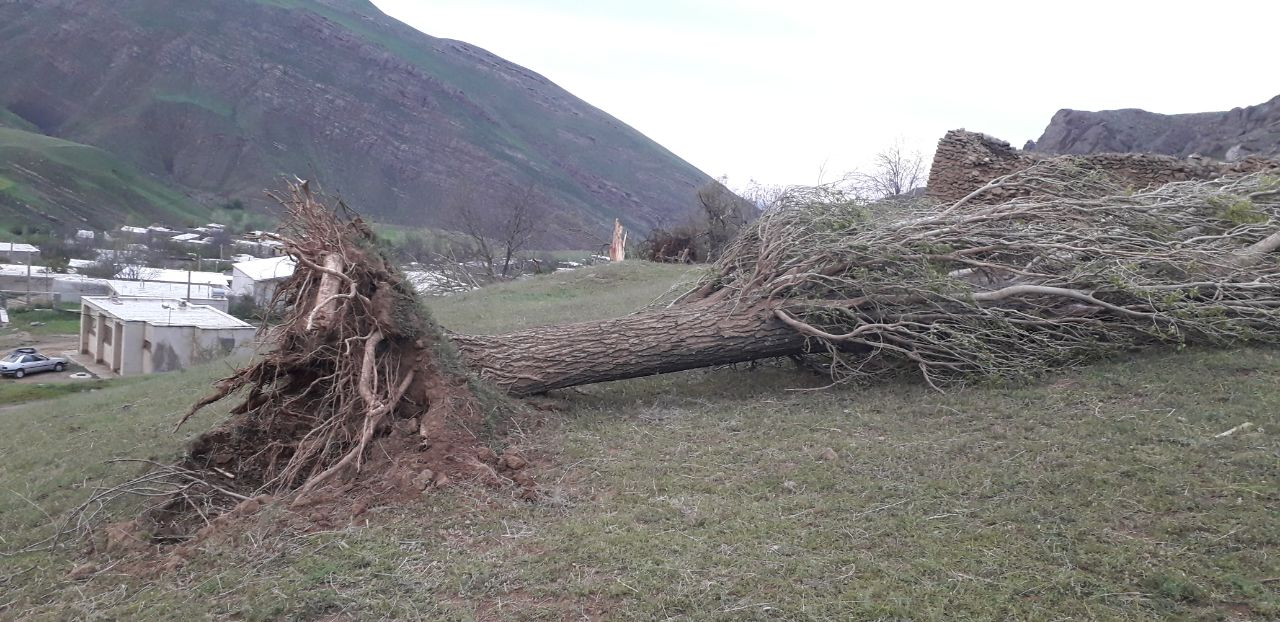
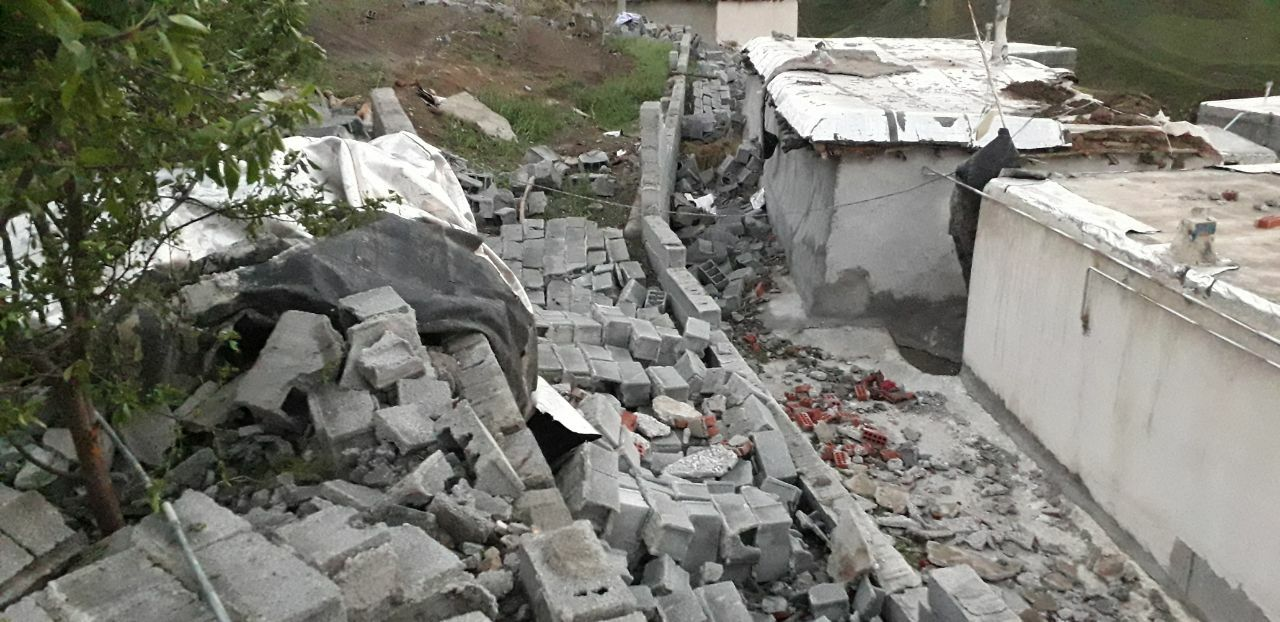
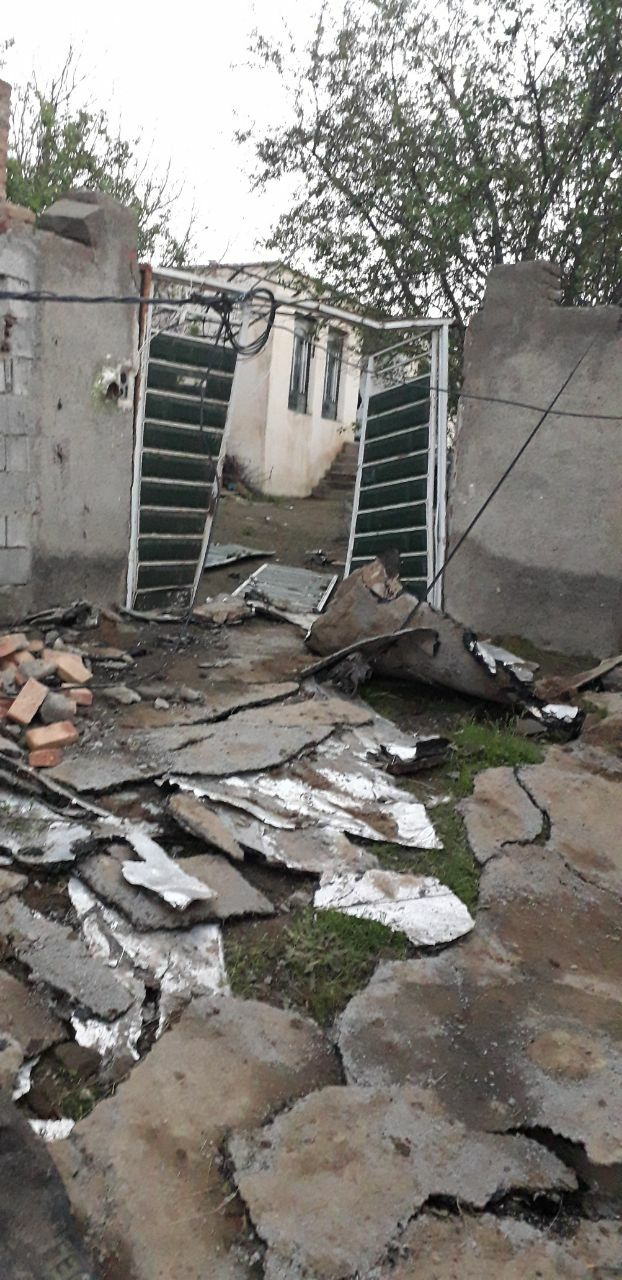
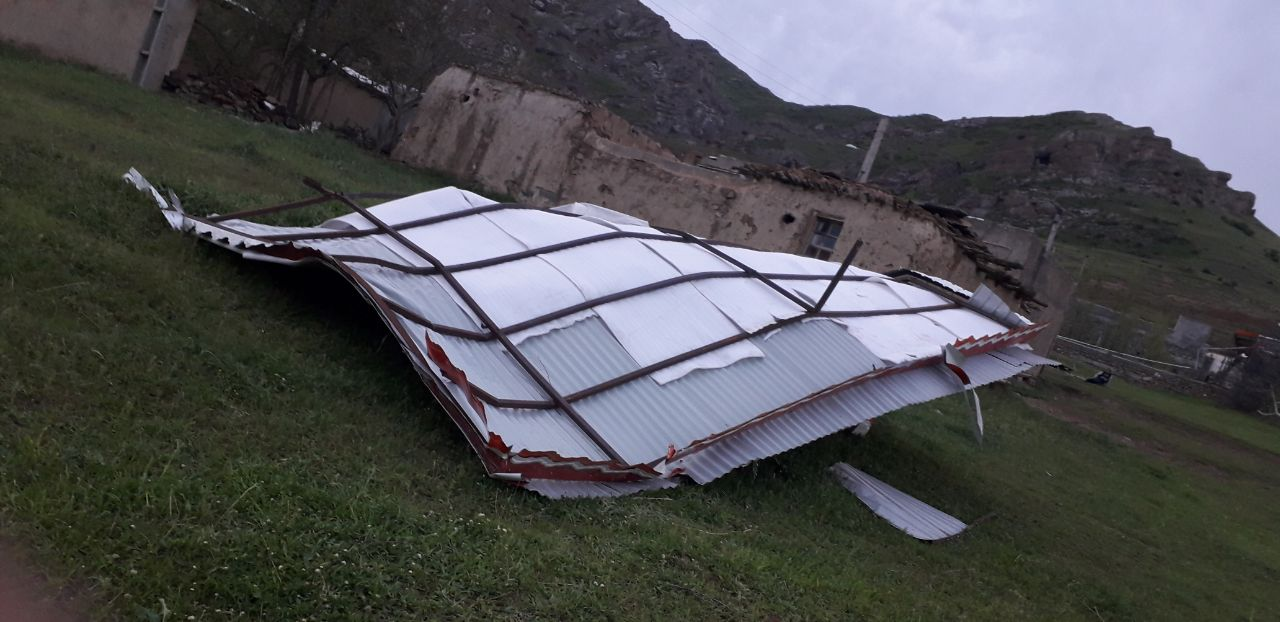
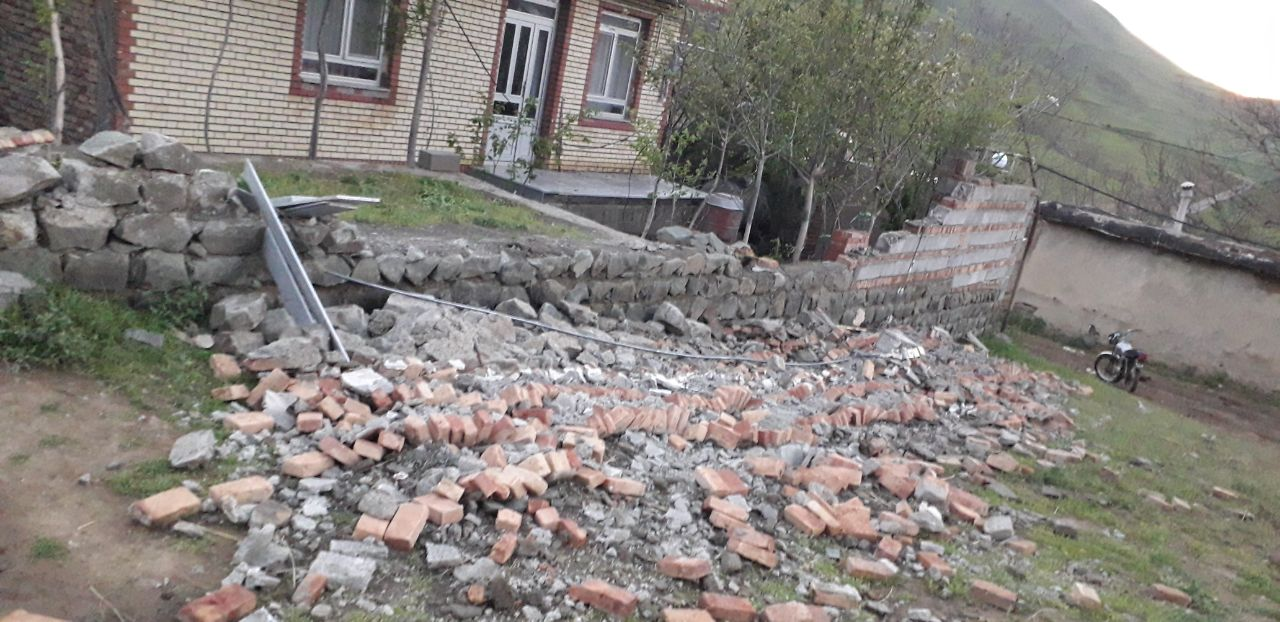
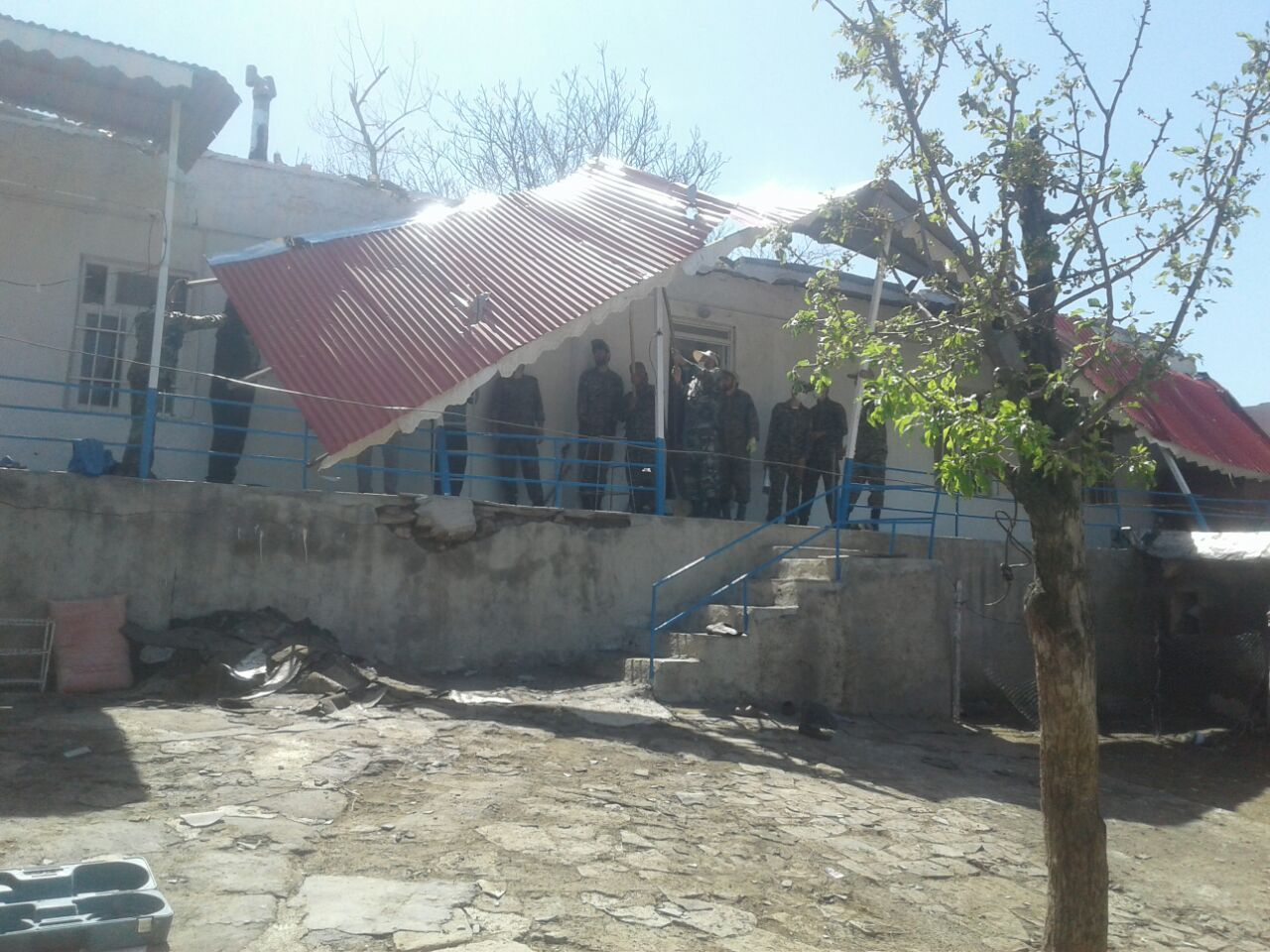
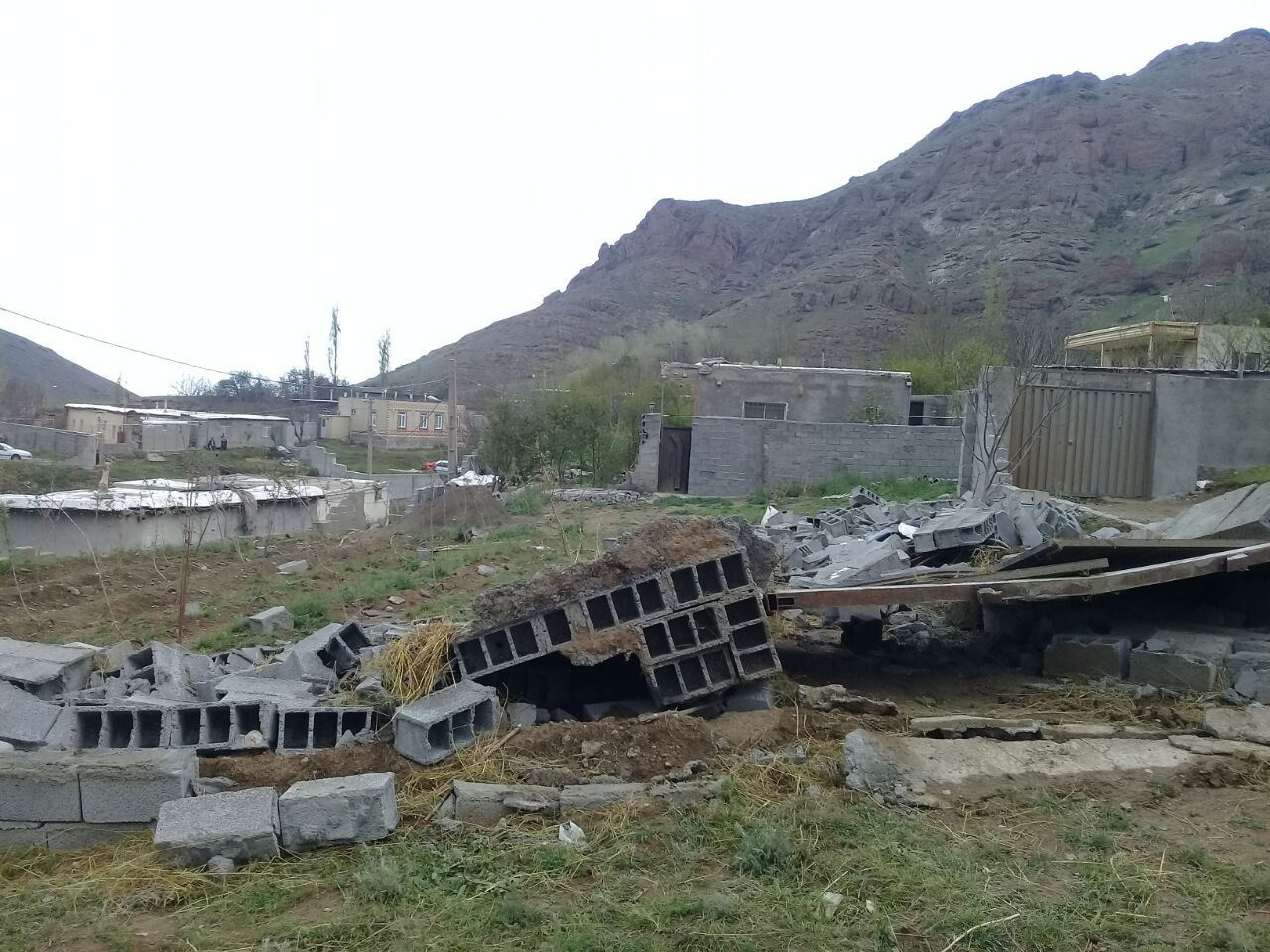
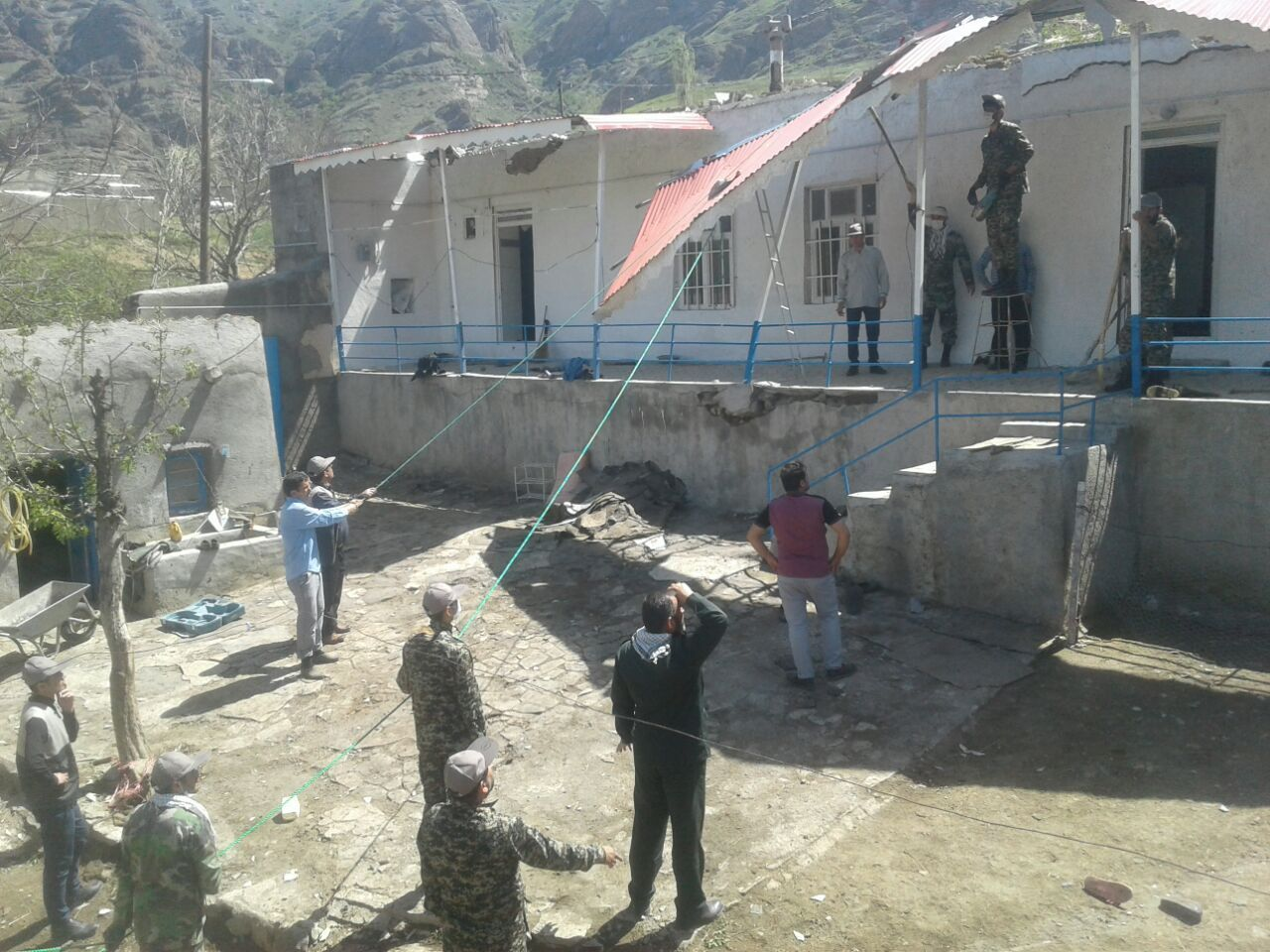
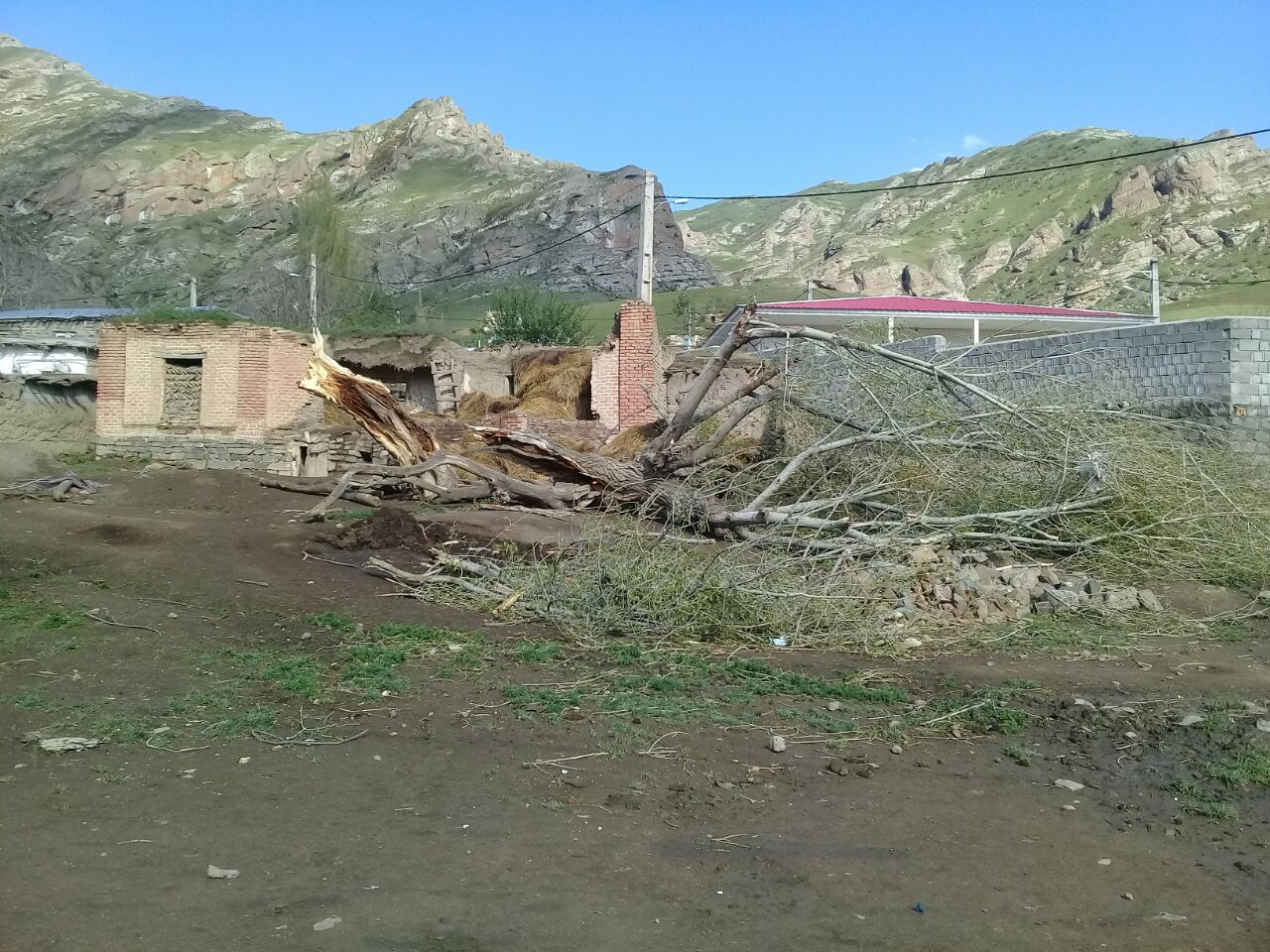
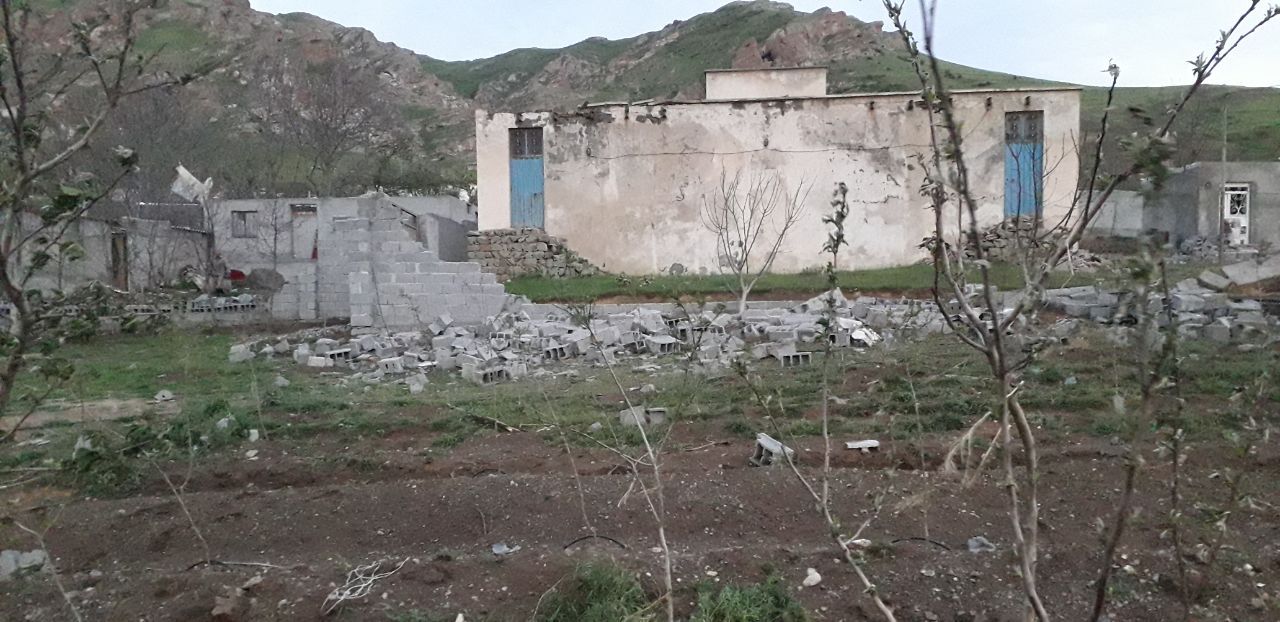
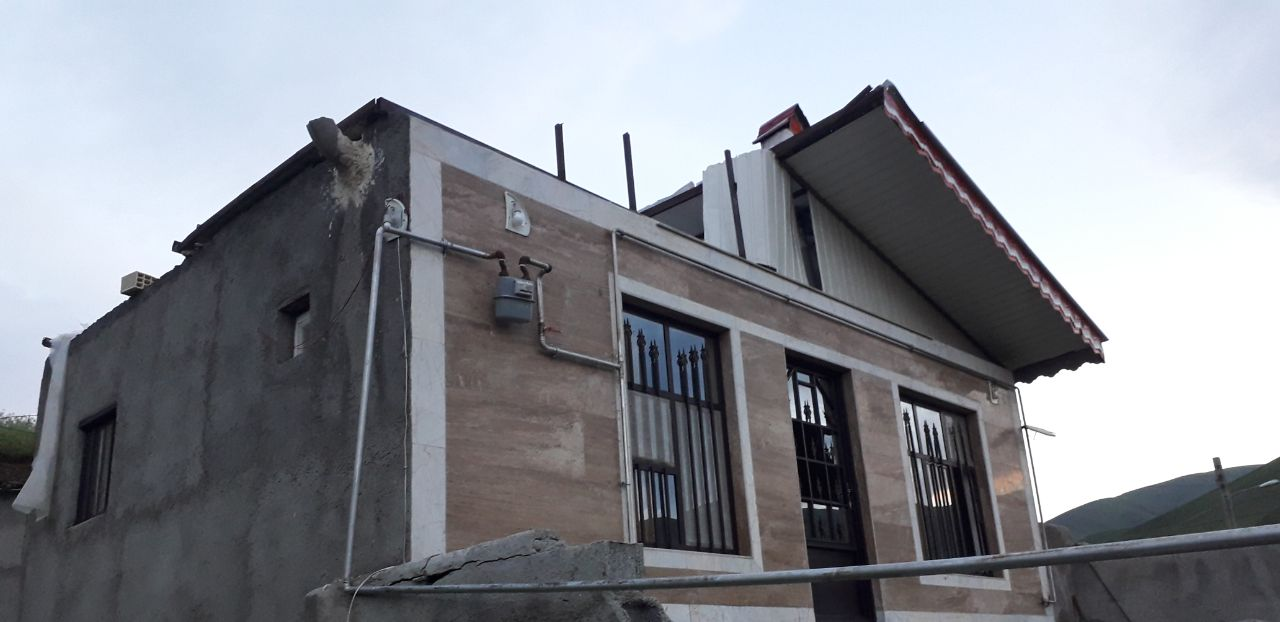
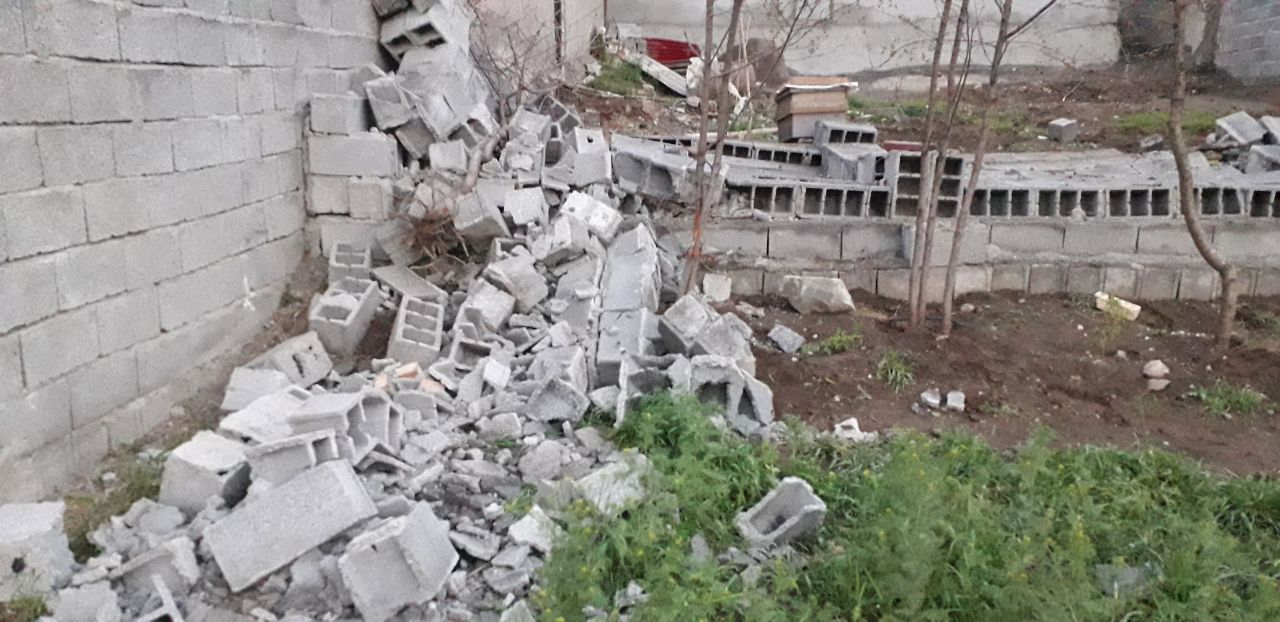
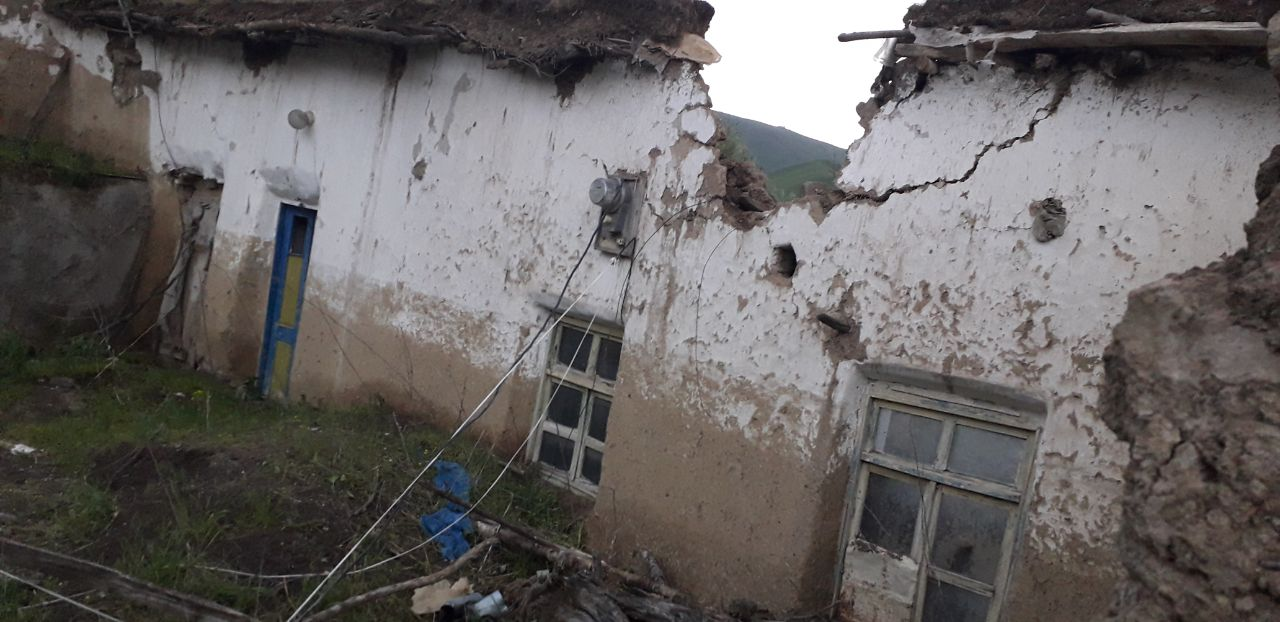
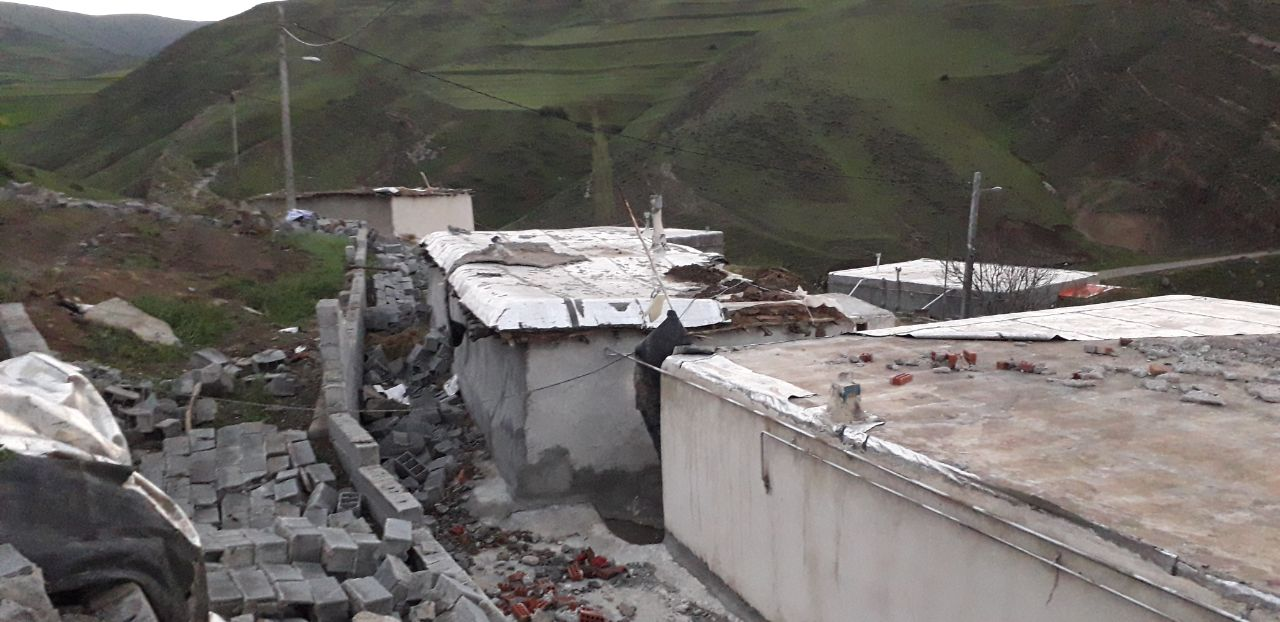
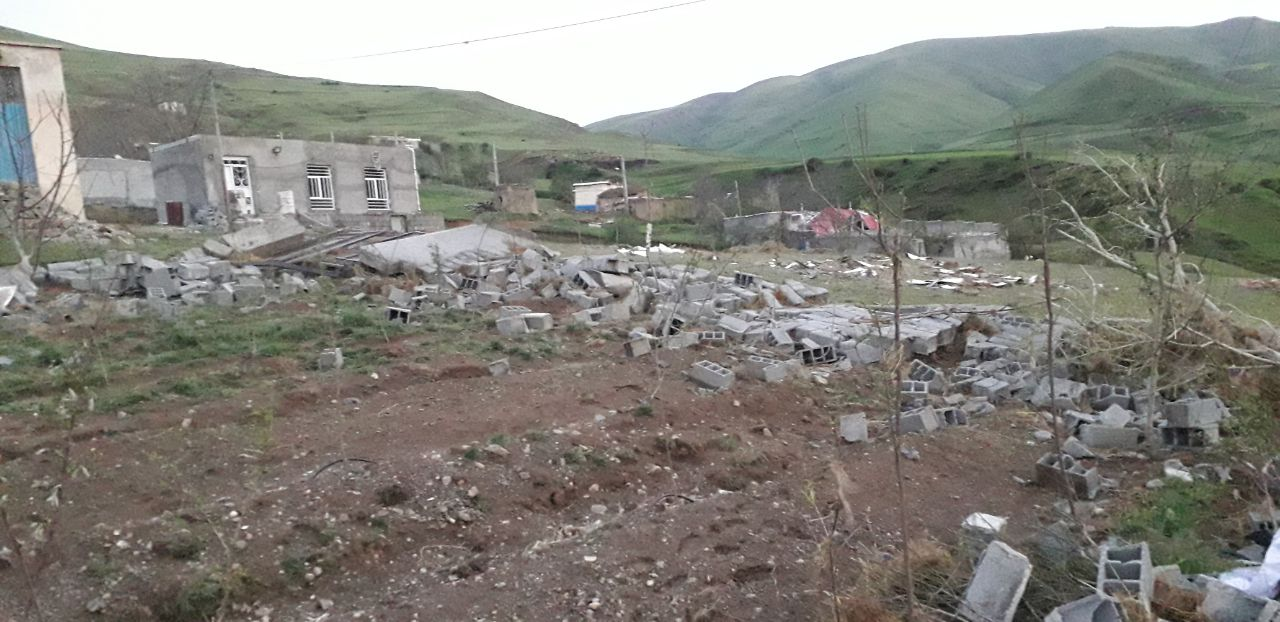
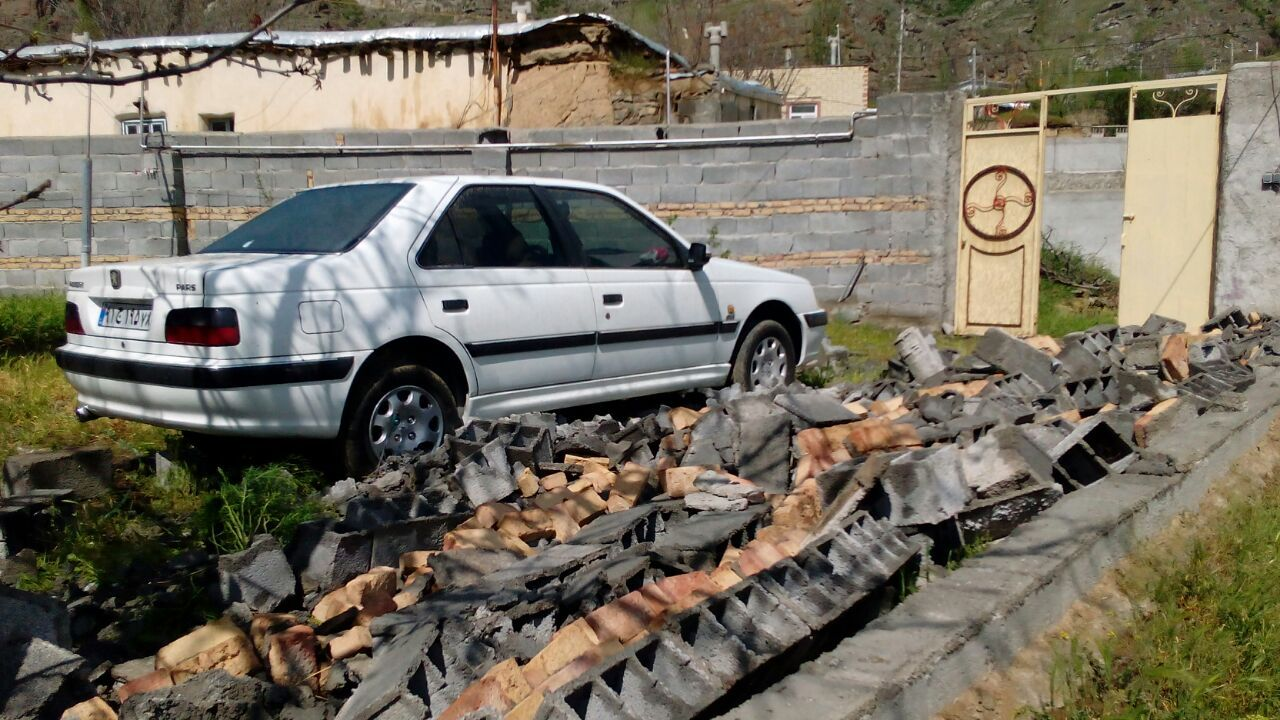
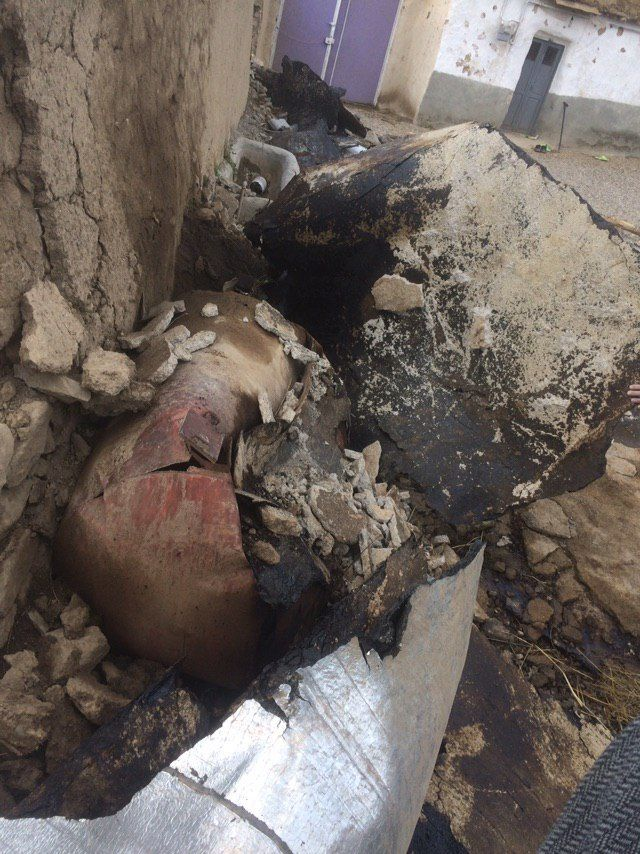
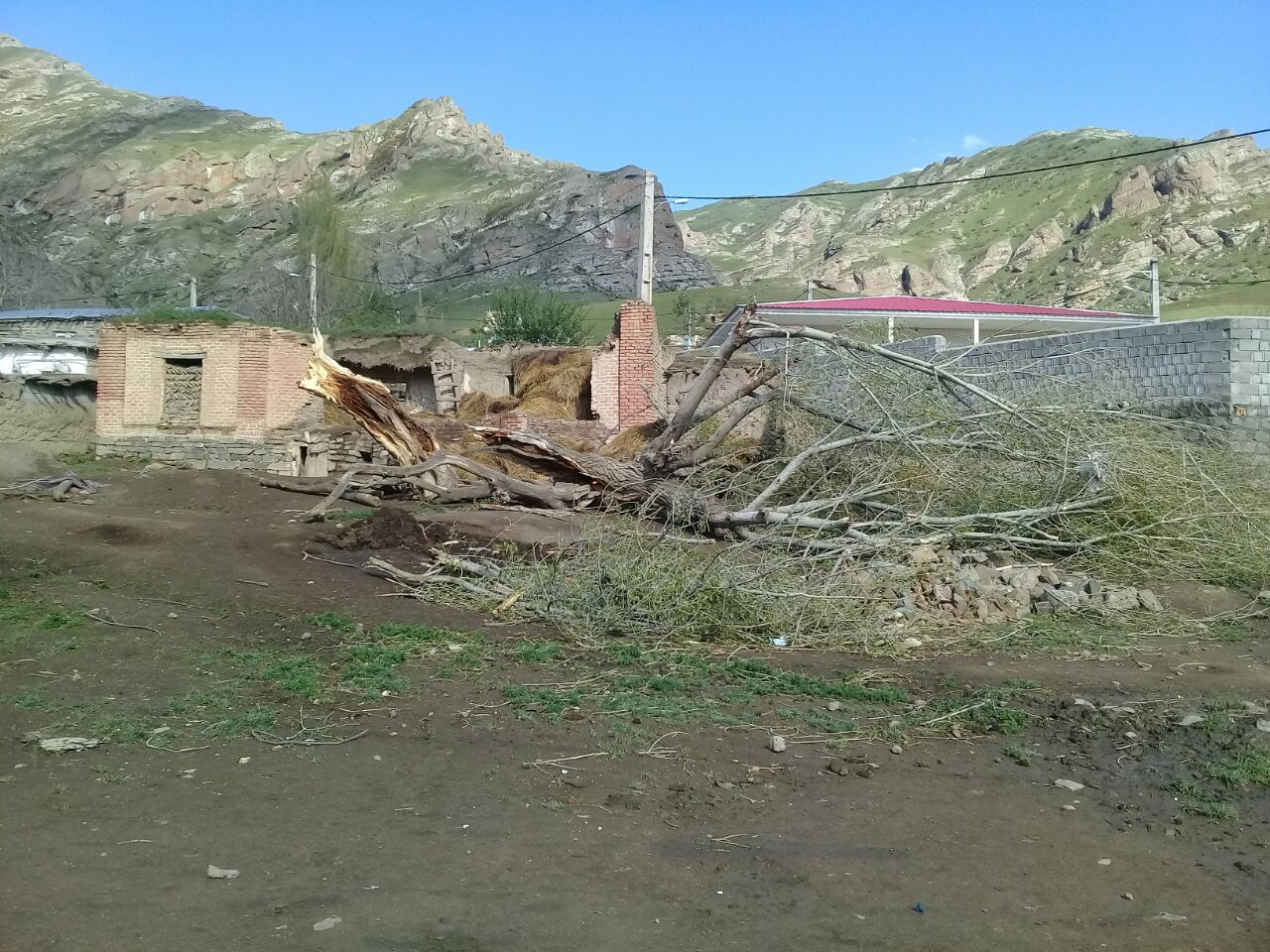
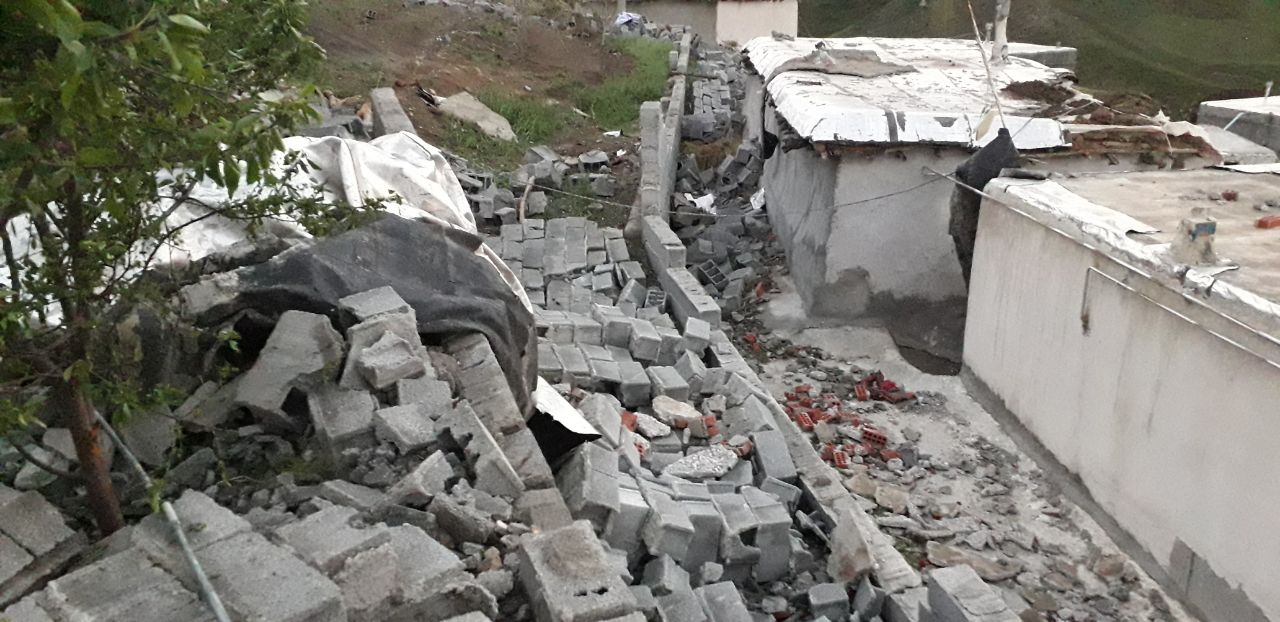
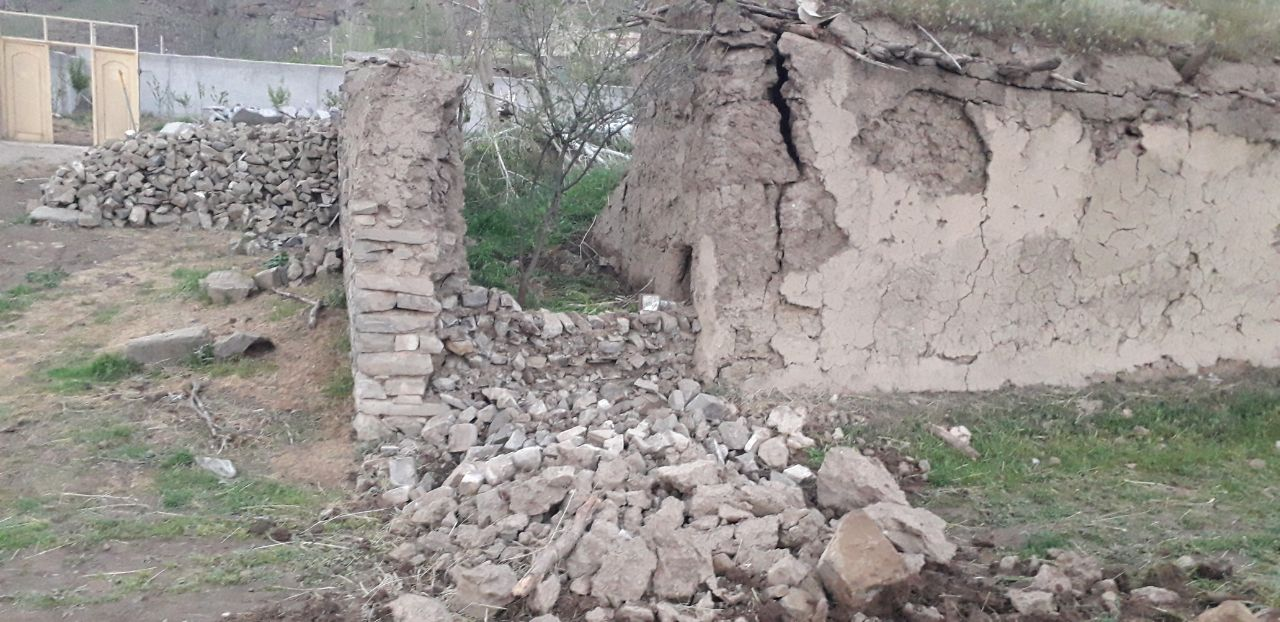
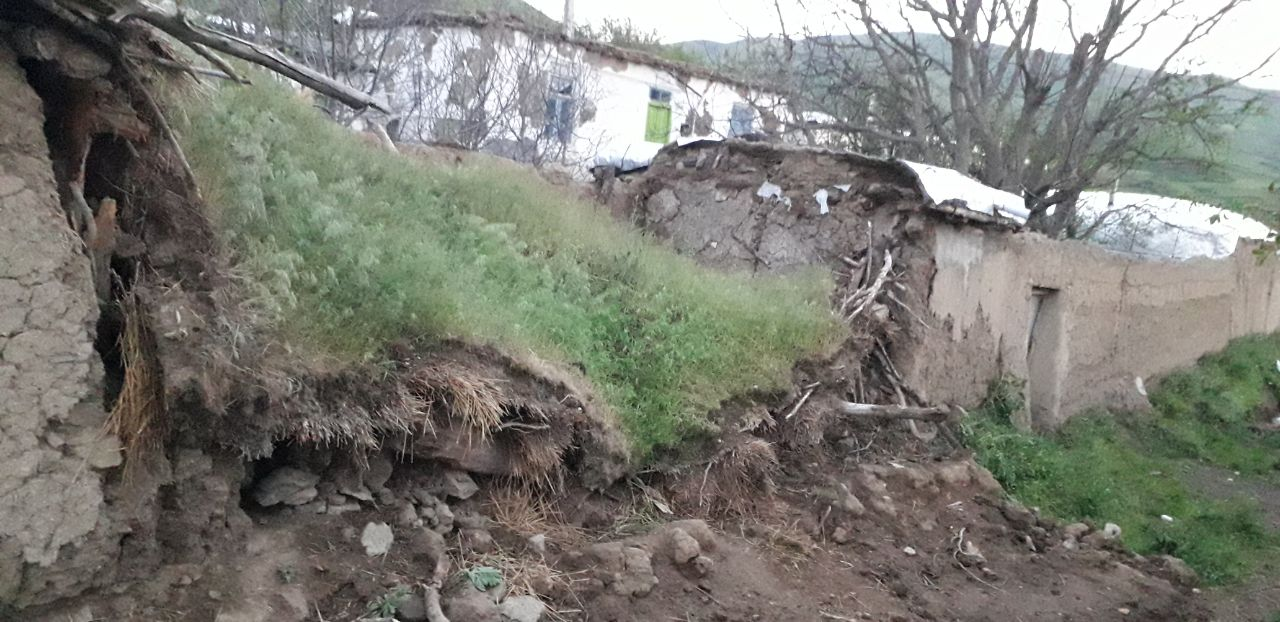
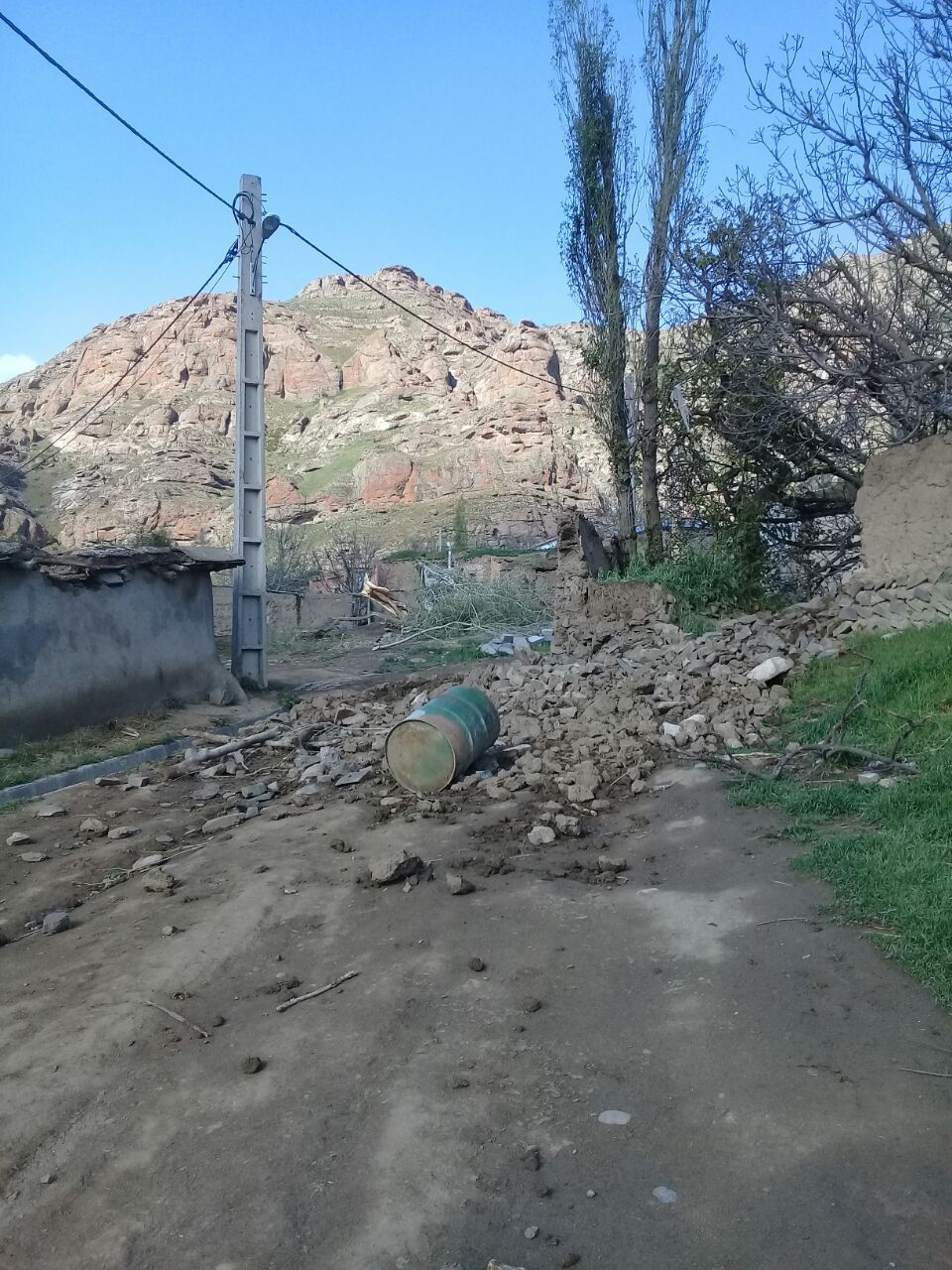
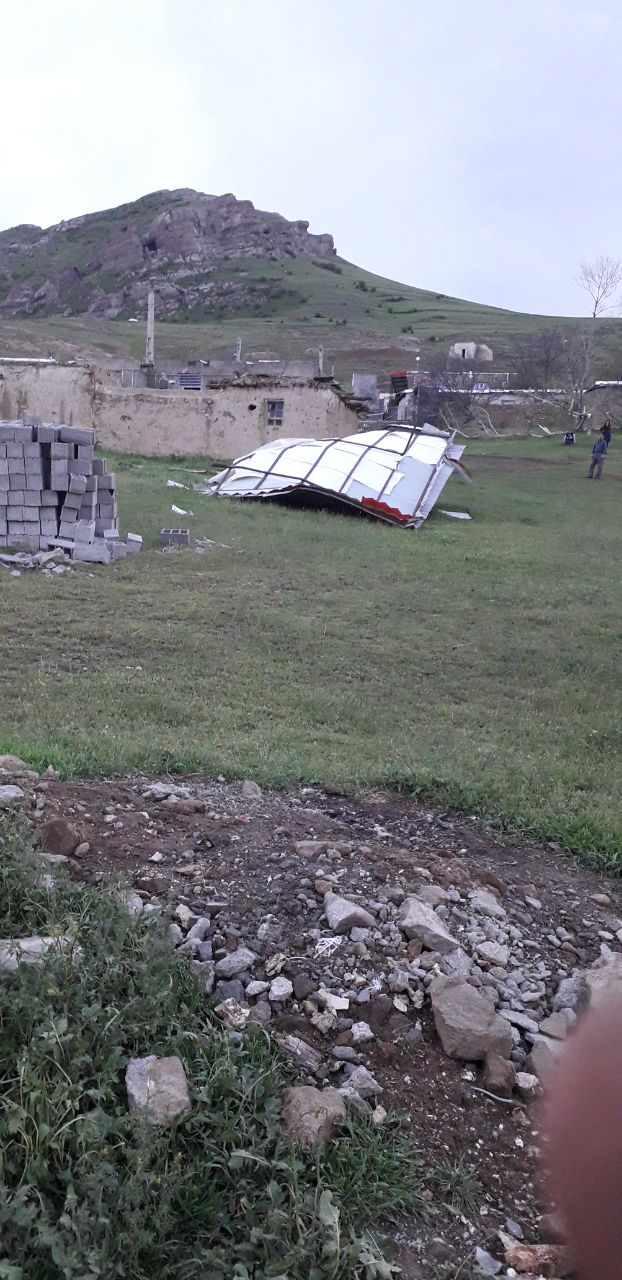
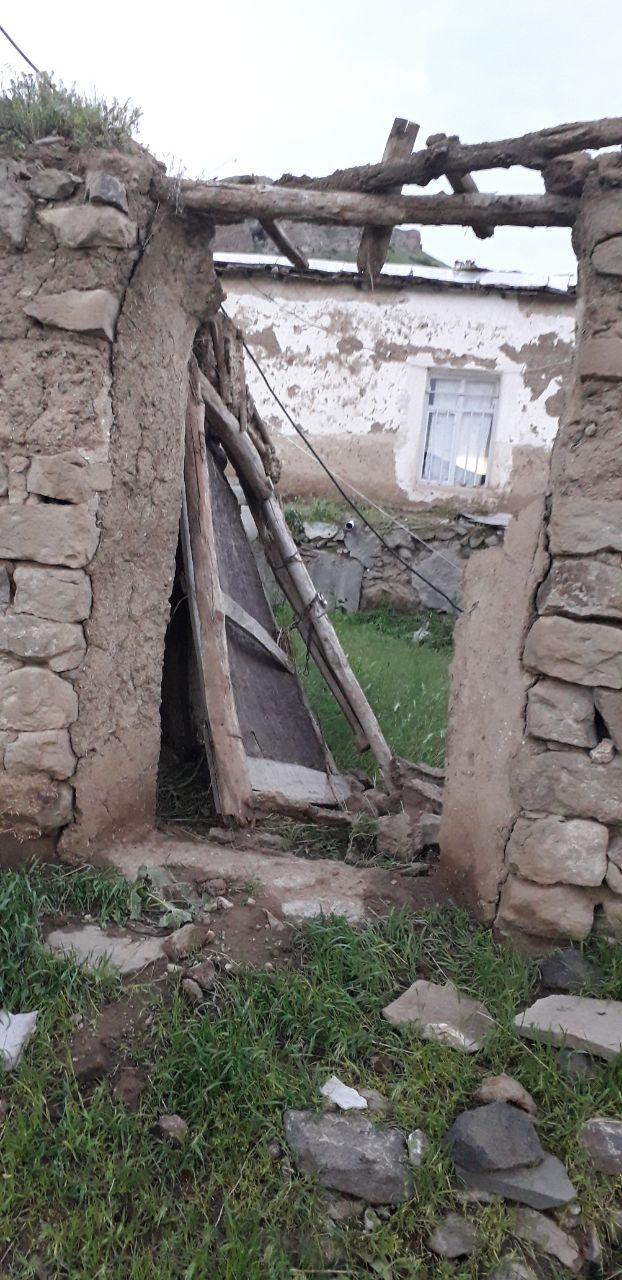
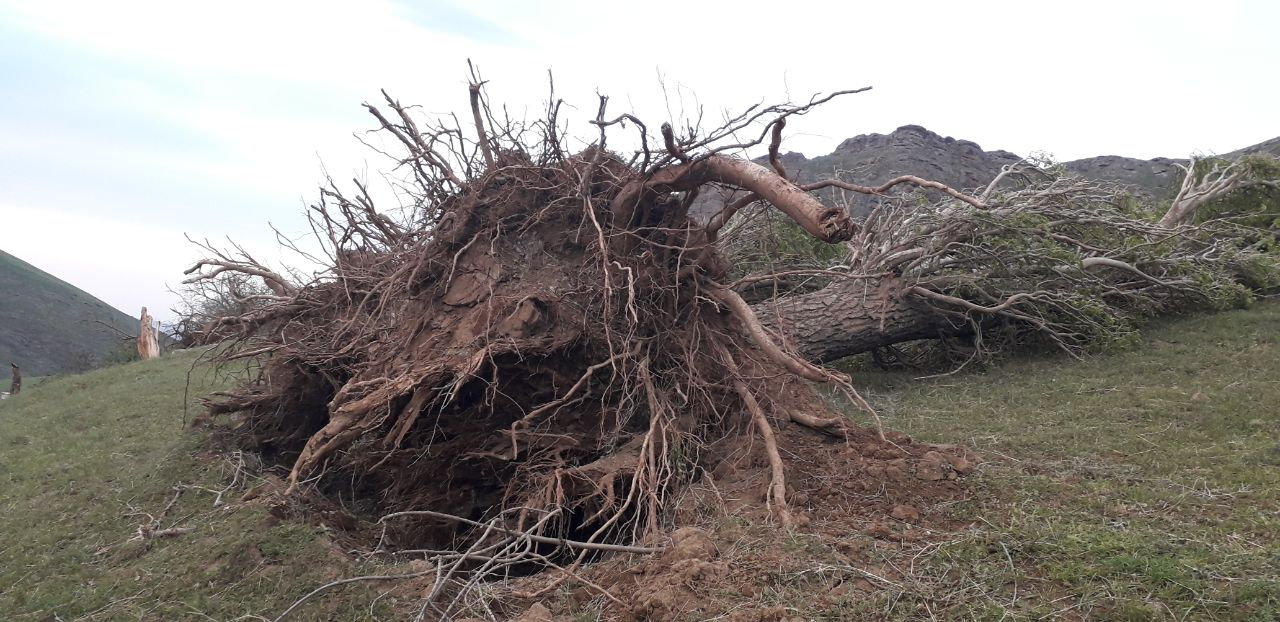
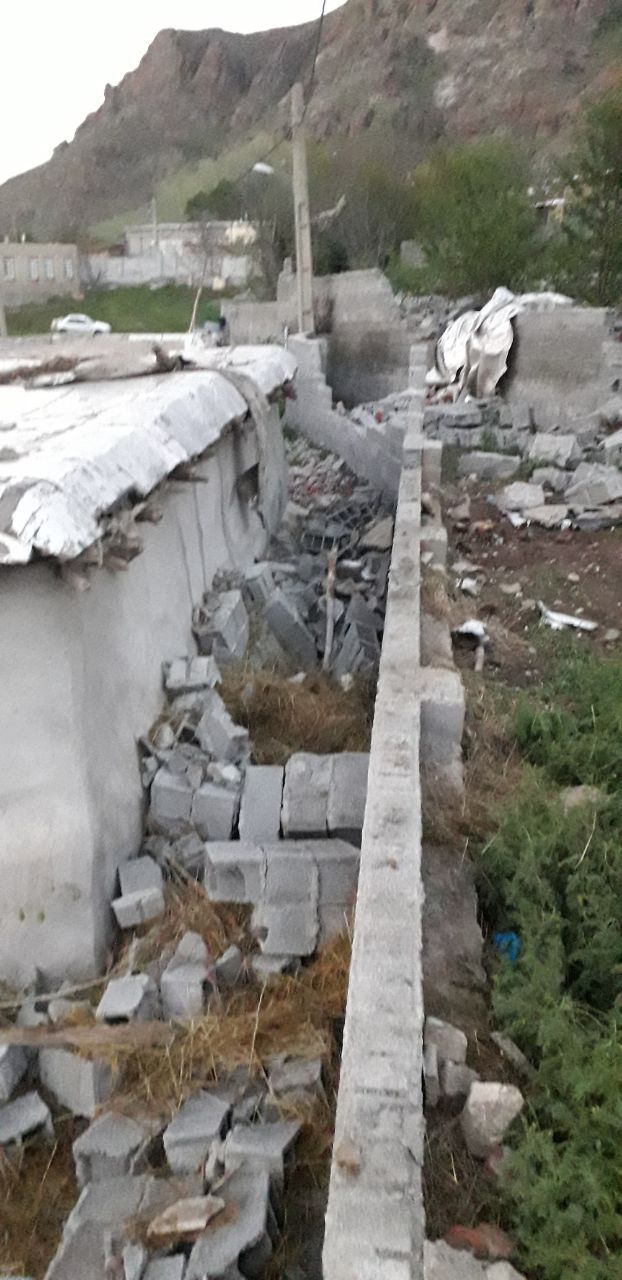
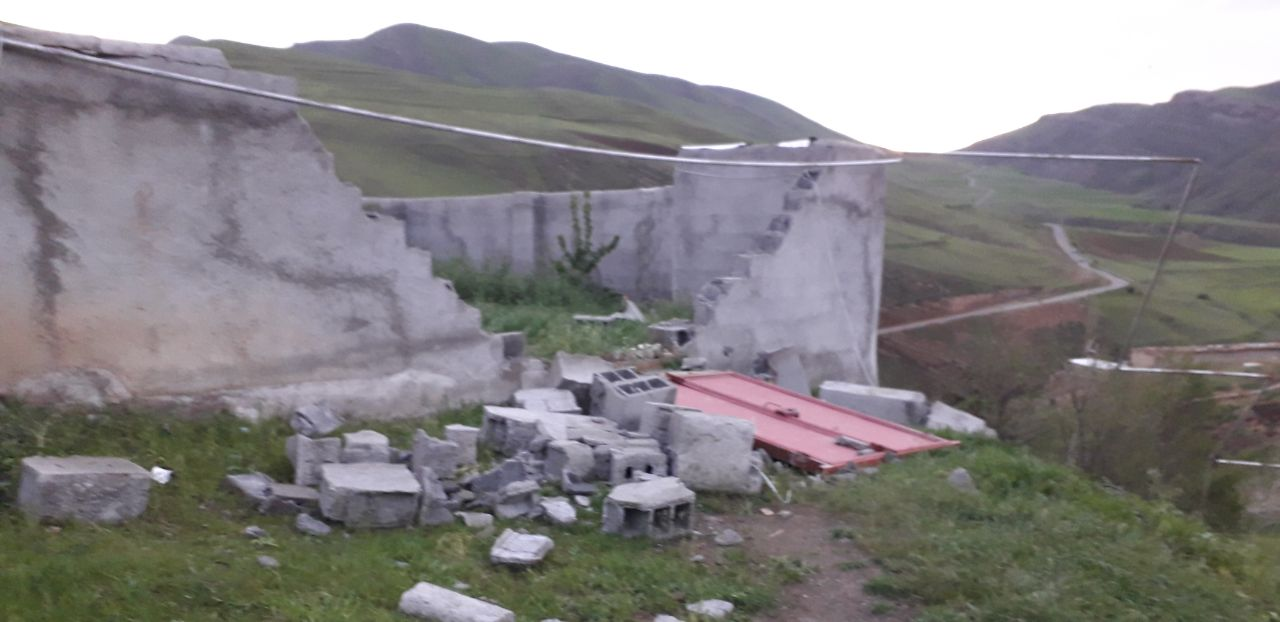
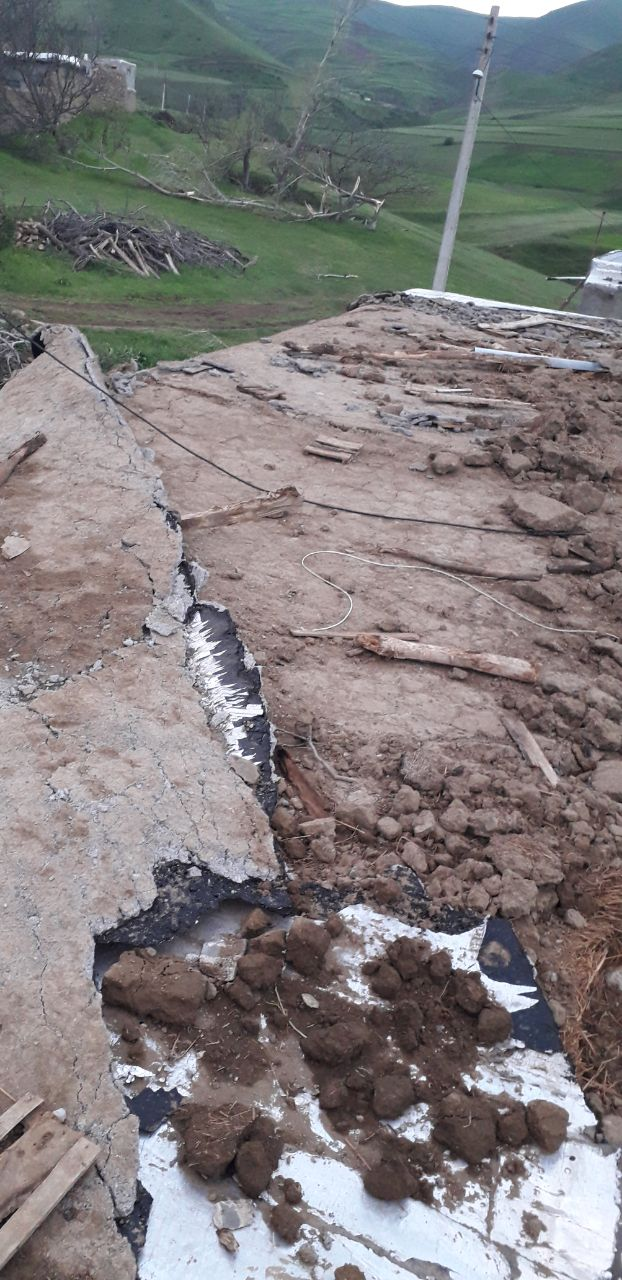
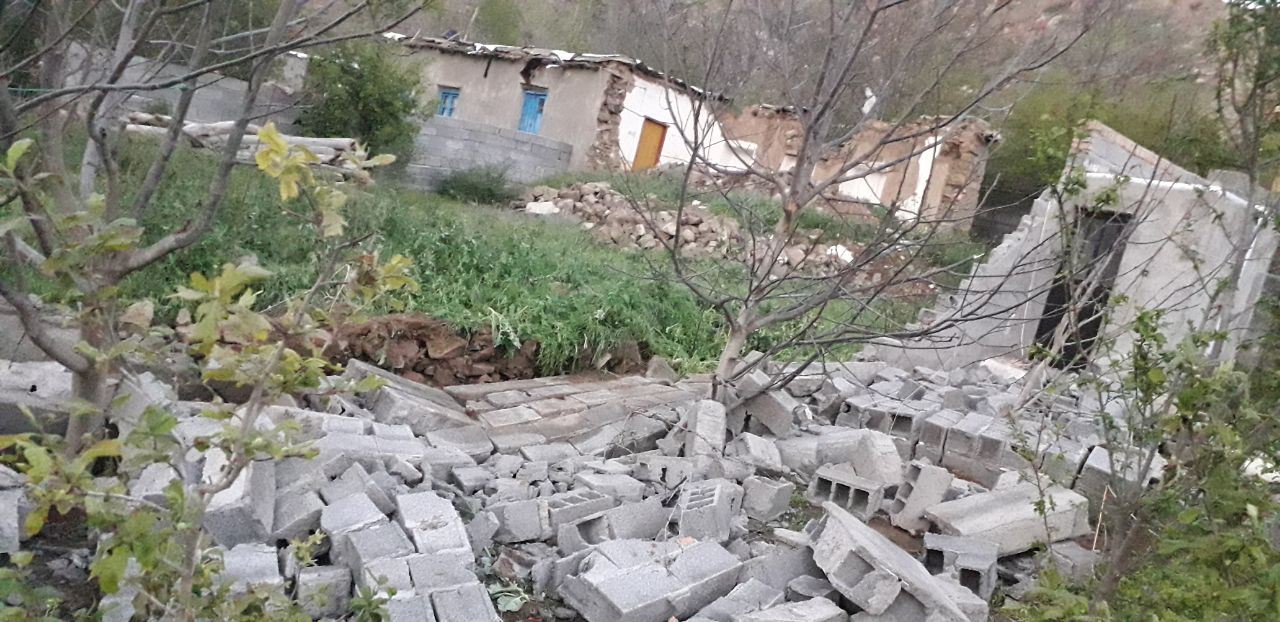
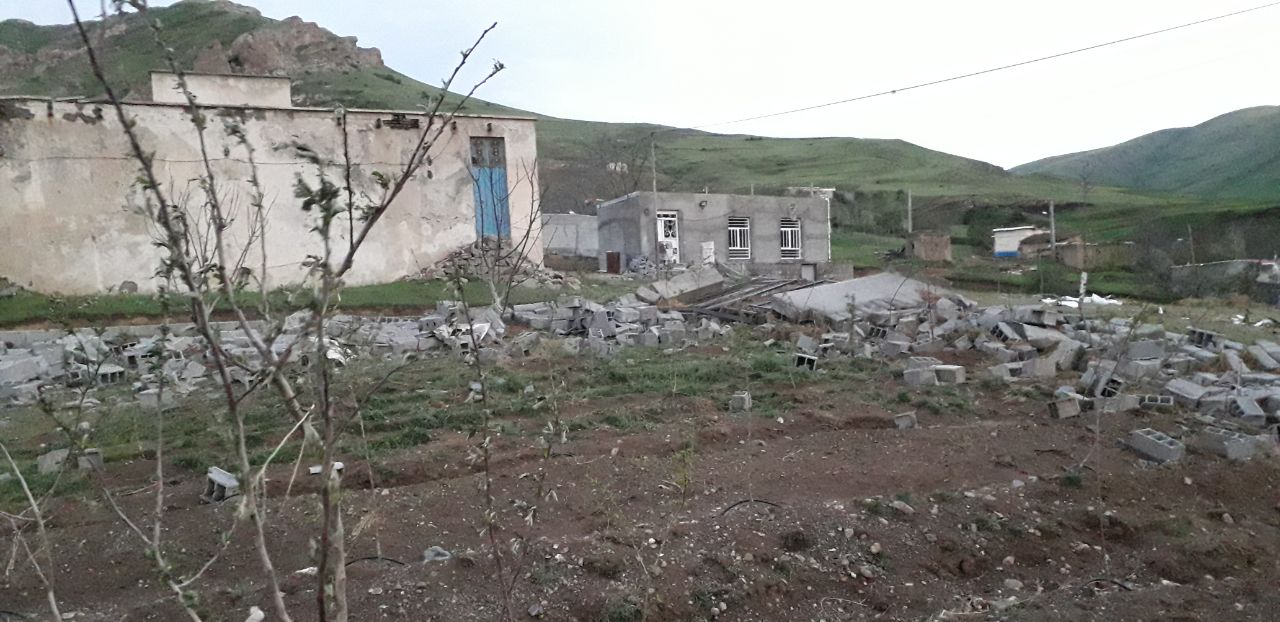
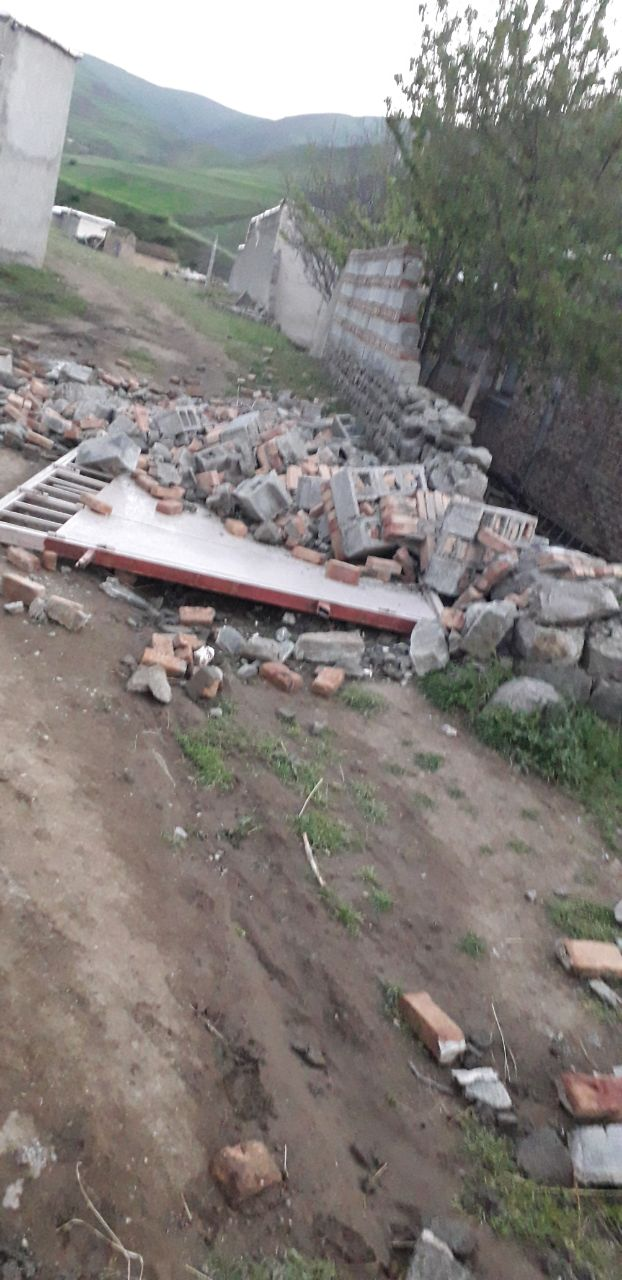

## فیلم ها و ویدیوهای طوفان
- صداو سیما- دانلود گزارش طوفان تولون 1398
- ویدیو طوفان تولون 1398
- تصاویر گرفته شده توسط مردم
- ویدیو-استثنایی-از-طوفان-چهارشنبه 8 می 2019-تولون
- لحظه فروریختن خانه در اثر طوفان تولون 1398